# Alan MacDiarmid

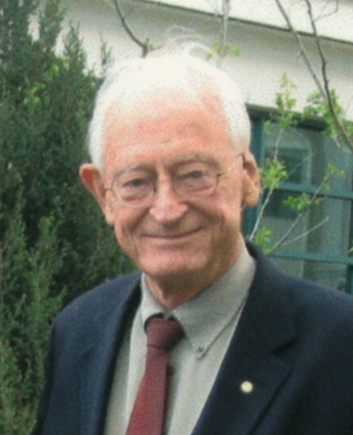
Alan MacDiarmid

Alan Graham MacDiarmid (* 14. April 1927 in Masterton, Neuseeland; † 7. Februar 2007 in Philadelphia) war ein neuseeländischer Chemiker. Zusammen mit Alan J. Heeger und Hideki Shirakawa erhielt er im Jahr 2000 den Chemienobelpreis für die Entdeckung und Entwicklung leitfähiger Polymere.

## Leben
MacDiarmid wurde 1927 in Masterton, Neuseeland geboren. Seine Familie war verhältnismäßig arm und die Weltwirtschaftskrise machte das Leben schwierig. Mit etwa zehn Jahren entwickelte er ein Interesse an der Chemie durch ein altes Lehrbuch seines Vaters und eignete sich Wissen darüber durch dieses Buch und Bücher aus der Bibliothek an. Er arbeitete später als Assistent an der Chemieabteilung der Victoria University of Wellington und studierte schließlich dort. Er graduierte 1951 mit Auszeichnung und gewann ein Fulbright-Stipendium an der Universität von Wisconsin, wo er 1953 bei Norris F. Hall mit dem Thema Isotopic exchange in complex cyanide - simple cyanide systems promovierte. 1959 wurde er Sloan Research Fellow. Er arbeitete später für kurze Zeit an der Universität St. Andrews in Schottland. MacDiarmid war über 50 Jahre lang Professor an der University of Pennsylvania.

## Ehrungen
- Das MacDiarmid Institute for Advanced Materials and Nanotechnology an der Victoria University of Wellington wurde nach ihm benannt.
- Mitglied der National Academy of Sciences
- Freundschaftspreis (China) (2004)
- Nobelpreis im Fachbereich Chemie im Jahr 2000 mit Alan Heeger und Hideki Shirakawa